# Mary Deconge
Mary Lovenia DeConge (* 3. Oktober 1933 in Baton Rouge, Louisiana) ist eine amerikanische Mathematikerin, Hochschullehrerin und ehemalige Nonne im Holy Order of the Sisters of Saint Francis.

## Leben und Werk
DeConge wurde als das siebte von neun Kindern von Adina Rodney DeConge und Alphonse Frank DeConge in Wickliff, einer Siedlung in der Nähe von Baton Rouge, geboren. Ihre Eltern sprachen Französisch und ein wenig englisch. Nach der Schulausbildung in getrennten Schulen in Louisiana trat sie mit 16 Jahren den Sisters of the Holy Family (Louisiana) bei und wurde 1957 Schwester Mary Sylvester im Holy Order of the Sisters of Saint Francis. Obwohl sie keine College-Ausbildung hatte, unterrichtete sie von 1952 bis 1955 an Grundschulen in den Diözesen Baton Rouge und Lafayette. 1959 erwarb sie ihren Bachelor-Abschluss in Mathematik und Französisch am Seton Hill College in Greensburg, Pennsylvania, und unterrichtete danach Mathematik und Französisch an der Holy Ghost High School in Opelousas, Louisiana. 1961 erhielt sie eine Auszeichnung von der National Science Foundation, um einen Master-Abschluss in Mathematik und Französisch zu erwerben, den sie 1962 an der Louisiana State University erwarb. In diesem Jahr begann sie am Delille Junior College Mathematik zu unterrichten. Von 1964 bis 1968 besuchte sie die St. Louis University und promovierte dort in Mathematik mit dem Nebenfach Französisch bei Raymond William Freese mit der Dissertation: 2-Normed Lattices and 2-Metric Spaces.  Nach ihrem Abschluss wurde sie Assistenzprofessorin für Mathematik an der Loyola University New Orleans. 1971 wechselte sie als Associate Professor für Mathematik an die Southern University. 1976 wurde bei ihr eine Krankheit des Immunsystems erkannt, was zu ihrer Entscheidung führte, ihren Orden zu verlassen. 1982 wurde sie zur Professorin für Mathematik an der Southern University befördert. 1983 heiratete sie DeConge Roy Watson Sr. und nannte sich Dr. Lovenia DeConge-Watson. Von 1986 bis 1995 lehrte sie als Professorin für Mathematik an der Southern University, und von 1993 bis 2003 war sie Direktorin von „Modeling Integrated Mathematical Experiences“ (MIME), einem Projekt der National Science Foundation an der Southern University. MIME wurde durch einen Zuschuss von 10.000.000 USD von der National Science Foundation finanziert. Von 1995 bis 1998 leitete sie das Zentrum für Minderheiten in Wissenschaft, Technik und Technologie an der Southern University und am A & M College System.  1990 wurde sie mit dem Preis für den herausragenden Lehrstuhl und die Abteilung des Jahres der Southern University und 1996 mit dem Preis für den herausragenden Absolventen der Graduate School of Arts and Sciences der St. Louis University ausgezeichnet. Sie ging im Jahr 2004 in den Ruhestand.